# Seth Jarvis
Pour les articles homonymes, voir Jarvis.
Seth Jarvis (né le 1er février 2002 à Winnipeg, dans la province de la Manitoba au Canada) est un joueur professionnel canadien de hockey sur glace. Il évolue au poste de centre.

## Biographie

### Carrière en club
Il est choisi au premier tour, en 13e position par les Hurricanes de la Caroline lors du repêchage d'entrée dans la LNH 2020.

## Statistiques

### En club
| Saison     | Équipe                    | Ligue      |     | Saison régulière | Saison régulière | Saison régulière | Saison régulière | Saison régulière |    | Séries éliminatoires | Séries éliminatoires | Séries éliminatoires | Séries éliminatoires | Séries éliminatoires |
| Saison     | Équipe                    | Ligue      | PJ  | B                | A                | Pts              | Pun              | PJ               | B  | A                    | Pts                  | Pun                  |                      |                      |
| 2017-2018  | Winterhawks de Portland   | LHOu       | 11  | 0                | 2                | 2                | 0                | -                | -  | -                    | -                    | -                    |                      |                      |
| 2018-2019  | Winterhawks de Portland   | LHOu       | 61  | 16               | 23               | 39               | 19               | 5                | 0  | 3                    | 3                    | 4                    |                      |                      |
| 2019-2020  | Winterhawks de Portland   | LHOu       | 58  | 42               | 56               | 98               | 24               | -                | -  | -                    | -                    | -                    |                      |                      |
| 2020-2021  | Winterhawks de Portland   | LHOu       | 24  | 15               | 12               | 27               | 15               | -                | -  | -                    | -                    | -                    |                      |                      |
| 2020-2021  | Wolves de Chicago         | LAH        | 9   | 7                | 4                | 11               | 4                | -                | -  | -                    | -                    | -                    |                      |                      |
| 2021-2022  | Hurricanes de la Caroline | LNH        | 68  | 17               | 23               | 40               | 18               | 14               | 3  | 5                    | 8                    | 4                    |                      |                      |
| 2022-2023  | Hurricanes de la Caroline | LNH        | 82  | 14               | 25               | 39               | 12               | 15               | 5  | 5                    | 10                   | 0                    |                      |                      |
| 2023-2024  | Hurricanes de la Caroline | LNH        | 81  | 33               | 34               | 67               | 14               | 11               | 5  | 4                    | 9                    | 0                    |                      |                      |
| Totaux LNH | Totaux LNH                | Totaux LNH | 231 | 64               | 82               | 146              | 44               | 40               | 13 | 14                   | 27                   | 4                    |                      |                      |

### En équipe nationale
| Année | Équipe | Compétition                 |   | PJ | B | A | Pts | Pun | +/-               |  | Résultat |
| 2019  | Canada | Coupe Hlinka-Gretzky        | 5 | 2  | 2 | 4 | 8   | +1  | Médaille d'argent |  |          |
| 2025  | Canada | Confrontation des 4 nations | 3 | 0  | 1 | 1 | 0   | 0   | Vainqueur         |  |          |

## Trophées et distinctions

### Ligue de hockey de l'Ouest
- 2019-2020 : 
  - remporte le trophée Brad-Hornung
  - nommé dans la 1re équipe d'étoiles

### Coupe Hlinka-Gretzky
- 2019-2020 : remporte la médaille d'argent